# HMS E35
HMS E35 – brytyjski okręt podwodny typu E. Zbudowany w latach 1914–1916 w John Brown & Company, Clydebank. Okręt został wodowany 20 maja 1916 roku i rozpoczął służbę w Royal Navy 14 lipca 1916 roku. Pierwszym dowódcą został Lt. Cdr. G.P. Thomson 
W 1916 roku należał do Dziewiątej Flotylli Okrętów Podwodnych (9th Submarine Flotilla) stacjonującej w Harwich.
W maju 1918 roku okręt operował na wschodnim Atlantyku. 1 maja zatopił niemiecki okręt podwodny SM U-154 u wybrzeży Madery.
Po zakończeniu działań wojennych okręt stacjonował w Gibraltarze. 6 września 1922 roku został sprzedany firmie Ellis & Co. w Newcastle upon Tyne.